# آق‌دابان
آق‌دابان (ترکی آذربایجانی: Ağdaban) یک منطقهٔ مسکونی در جمهوری آرتساخ است که در استان مارتاکرت واقع شده‌است.